# Phantomschmerz (2009)
Phantomschmerz ist ein deutscher Film aus dem Jahr 2009 von Matthias Emcke. In den Hauptrollen sind Til Schweiger, Jana Pallaske, Luna Schweiger und Stipe Erceg zu sehen. Der Film startete am 30. April im Kino und feierte am 20. April in Berlin seine Premiere. 

## Handlung
Der Film dreht sich um das Leben des leidenschaftlichen Radfahrers, Frauenhelden und Lebenskünstlers Marc (gespielt von Til Schweiger), der durch einen schweren Unfall sein linkes Bein verliert und sein Leben nach dem Unfall neu ordnen und überdenken muss. Dabei sind vor allem die Beziehungen zu einer Frau namens Nika (gespielt von Jana Pallaske), zu seiner Tochter Sarah (gespielt von Til Schweigers Tochter, Luna Schweiger) und zu seinem besten Freund Alexander (gespielt von Stipe Erceg) von zentraler Bedeutung.

## Hintergrund
Der Film basiert auf einer wahren Begebenheit um den Radfahrer und Freund des Regisseurs Stephen Sumner, der bei einem Unfall im Jahr 2004 sein linkes Bein verloren hat. Er ist einer von Til Schweigers Doubles in dem Film.

## Kritik
„Das metaphernreiche Filmmärchen bedient mit seiner glatten Inszenierung allzu viele Klischees, um seinen Appell, Schicksalsschläge als Lebenschancen zu begreifen, wahrhaftig oder berührend erscheinen zu lassen.“

„Wieder einmal versucht sich Til Schweiger fernab des Komödienrummels und scheitert kläglich. Die ohnehin nicht sonderlich prickelnde Geschichte wird auch noch wenig ambitioniert erzählt, plätschert über weite Strecken öde vor sich hin wie ein Aprilregen. Schauspielerisch ist abgesehen von Jana Pallaske noch Schweigers Tochter am bemerkenswertesten. Schweiger selbst hingegen hat meist nicht mehr zu tun, als sich das lange Haar aus dem Gesicht zu streifen. Ein passionierter Rennradfahrer hingegen sieht anders aus. Und nach Sichtung des Films vergeht eine Weile, bis man nicht mehr von Phantomschmerzen gequält wird.“

Die Deutsche Film- und Medienbewertung (FBW) in Wiesbaden verlieh dem Film das Prädikat „wertvoll“.